# Letteratura assamese
La Letteratura assamese (অসমীয়া সাহিত্য) è l'insieme di opere di poesia, prosa, brevi racconti, documenti scritti in assamese.
La ricca eredità letteraria della lingua assamese risale al VI secolo ai Charyapada, poemi dai quali possono essere ricavati i primissimi elementi della lingua.

## Storia
La letteratura assamese si divide in 3 periodi: Assamese Antico, Assamese medio e Assamese moderno.

### Assamese medio (dal XVII al XIX secolo)
Questo è il periodo delle cronache in prosa (Buranji) della corte Ahom.
Gli Ahom davano una grande importanza agli scritti storici, le cronache storiche all'inizio furono scritte nella loro lingua d'origine, il sino-tibetano, ma quando adottarono l'assamese come lingua di corte tutto iniziò ad essere scritto in questa lingua.

### Assamese moderno (dal XIX a oggi)
I britannici a partire dal 1836 imposero il Bengali nello stato dell'Assam dopo che fu occupato nel 1826. A causa però di una sostenuta campagna nel 1875 venne ripristinato come lingua di stato.
Da quando iniziarono le prime attività letterarie e di stampa nell'Assam orientale, i dialetti dell'Est furono introdotti nelle scuole, nei tribunali e negli uffici e presto venne riconosciuto come l'assamese standard.
In tempi recenti con la crescita di Guwahati come centro politico e commerciale di Assam, l'assamese standard si è spostato dalle radici dei dialetti orientali.
Questo periodo cominciò anche con la pubblicazione della Bibbia in assamese dai missionari americani battisti nel 1819.
Nel 1889 viene pubblicato il primo giornale in assamese Jonaki (জোনাকী).
Nel 1894 Rajanikanta Bordoloi pubblicò il primo romanzo: Mirijiyori (মিৰি জীয়ৰী).
Importanti esponenti della letteratura assamese sono: Jyoti Prasad Agarwalla, Hem Barua, Atul Chandra Hazarika, Nalini Bala Devi, Navakanta Barua.

### Giornali Assamesi
- Axomiya Pratidin, su pratidinassam.com. URL consultato il 26 aprile 2008 (archiviato dall'url originale il 21 aprile 2008).
- Axomiya Khobor
- Saadin, su pratidinassam.com. URL consultato il 26 aprile 2008 (archiviato dall'url originale il 15 aprile 2008).
- Dainik Janambhumi
- Dainik Janaxadharon
- Dainik Agradoot
- Agradoot
- Bhumiputra
- Aaji
- Aajir Batori
- Aajir Axom
- Aamar Axom
- Axom Bani
- Natun Dainik

### Riviste assamesi
- Bismoi, su bismoi.com.
- Prantik
- Goriyoxi
- Satxori
- Trishul
- Nandini
- Maya
- Priyo Xokhi
- Romance
- Tishnatur
- Rahashya
- Hiya
- Gorima

## Poeti assamesi
- Atul Chandra Hazarika
- Hem Barua
- Homen Borgohain
- Jyoti Prasad Agarwala